# Aérodrome de Medernach
L’aérodrome de Medernach est un aérodrome abandonné situé sur le territoire de la commune de la Vallée de l'Ernz au Luxembourg.

## Histoire
L'aérodrome, également nommé aérodrome du Kitzebur, servait à la pratique de l'ULM depuis son ouverture en 1987 par l'association Aéroplume Luxembourg,. Le vol en ULM a été autorisé au Grand-Duché en 1985, et se pratiquait initialement à l'aérodrome de Noertrange,.
Il était constitué d'une unique piste de 250 mètres de long en herbe et appartenait à un agriculteur, qui résilia le bail le 1er juin 2015 avec l'aéroplume Luxembourg, qui occupait le site depuis 1987,,. Un différend entre le propriétaire et le locataire conduisit le premier à rendre la piste inutilisable en juillet 2015 en la labourant. La justice enjoint le mois suivant, après dépôt de plainte du locataire et fermeture de l'aérodrome par l'aviation civile, au propriétaire de remettre la piste en état.
Toutefois, l'aérodrome est abandonné depuis cet épisode, l'association qui ne pouvait plus payer le loyer a déménagé à Zoufftgen en France sur un terrain dont ils sont propriétaires, le hangar principal a été démoli dans la foulée et rendu à l'agriculture.